# 7th Ohio Infantry
Le 7th Ohio Volunteer Infantry (ou 7th OVI) est un régiment d'infanterie formé dans le Nord-Est de l'Ohio pour servir dans l'armée de l'Union pendant la guerre de Sécession. Il sert sur le théâtre oriental pendant plusieurs campagnes et batailles avec l'armée de Virginie et l'armée du Potomac, et est ensuite transféré sur le théâtre occidental, où il rejoint l'armée du Cumberland assiégé à Chattanooga. À propos du 7th regiment, un historien de la guerre écrit « dans l'ensemble, considéranNt son nombre de batailles, ses marches, ses pertes, sa conduite lors des combats, on peut raisonnablement dire que pas un seul autre régiment des États-Unis n'a acquis des honneurs constants ou mieux servi son pays que la 7th Ohio Volunteer Infantry ».

## Régiment de trois mois
Le 27 avril 1861, les ordres sont donnés de former le 7th Ohio à partir de compagnies indépendantes rassemblées dans le camp Taylor à Cleveland (en).
Le régiment élit ses officiers, et Erastus B. Tyler de Ravenna devient colonel, William R. Creighton de Cleveland lieutenant colonel (en), et John S. Casement (en) de Painesville commandant. Parmi les premiers officiers, se trouve le capitaine John W. Sprague (en) de Sandusky, qui deviendra plus tard brigadier général et récipiendaire de la médaille d'honneur alors qu'il est affecté dans le 63rd Ohio Infantry (en).
Le 6 mai 1861, le 7th quitte le camp Taylor et voyage vers Cincinnati (en), où de nouveaux soldats s'entraînent dans le camp Dennison (en). À la mi-juin, le terme de l'engagement arrive à échéance, et on demande aux hommes de se réengager pour un service de trois ans. La grande majorité se réengage, avec les rangs augmentés par des recrues fraîches.

## Régiment de trois ans

### Virginie-Occidentale
Le 26 juin 1861, le 7th OVI reconstitué quitte le camp Dennison pour la Virginie-Occidentale, où les hommes participent à leur première action de la guerre. Le 26 août 1861, le brigadier général John B. Floyd, commandant les forces confédérées dans la vallée de la Kanawha, traverse la rivière Gauley (en) pour attaquer le 7th Ohio avec le 45th Virginia Infantry qui campe à Kessler's Cross Lanes. Le 7th Ohio est surpris et mis en déroute. Floyd se retire alors vers la rivière et prend une position défensive à Carnifex Ferry. Au cours du mois, le général Robert E. Lee arrive en Virginie-Occidentale pour tenter de coordonner ses forces. Le 13 novembre 1861, le 7th Ohio est impliqué dans les combats à Cotton Hill.

### Virginie
Le 5 janvier 1862, le 7th OVI est engagé dans les combats de Blue's Gap. Le 23 mars, il est à Kernstown, la bataille d'ouverture de la campagne du major général Thomas J. « Stonewall » Jackson dans la vallée de Shenandoah . La bataille est une victoire de l'Union, qui se révélera être la seule défaite de Jackson au cours de la guerre. La dernière bataille de la campagne de la vallée de Jackson est la bataille de Port Republic, qui se déroule le 9 juin 1862. À cette occasion, le 7th OVI combat très efficacement. Avec moins de trois mille mousquets, les forces de Jackson comprenant quatorze mille hommes tiennent la baie pendant cinq heures. Les forces de l'Union cependant, sont finalement obligés de retraiter.
Le 9 août 1862, lors de la bataille de Cedar Mountain, le régiment est une nouvelle fois sur le front et engagé dans un combat acharné au corps à corps. Des trois cents hommes engagés, seulement cent en réchappent indemnes. Le 7th OVI souffre plus que tout autre régiment de l'Union dans cette bataille. Le 21 août 1862, les hommes sont brièvement engagés à Snicker's Gap. Pendant la campagne suivante, qui dure jusqu'au 2 septembre 1862 et qui culmine lors de la seconde bataille de Bull Run, le 7th OVI est mis en réserve, à la garde des voies ferrées.

### Antietam
Le 17 septembre 1862, le 7th Ohio réalise l'avancée la plus lointaine de l'ensemble des régiments. Avec la brigade de Tyndale de la division de Greene, il se met en ordre de bataille d'abord dans East Woods (forêt de l'Est) et tombe sur une ligne confédérée. Après que les rebelles sont repoussés, la brigade de Tyndale commence son mouvement sur le bord du champ de maïs et avance dans les champs le long de la route de Smoketown jusqu'à ce qu'elle parvienne à Dunker Church. Elle avance alors dans West Woods (fore de l'ouest), disputant le terrain à l'ennemi. Après les combats, la division et la brigade sont obligées de se retirer, abandonnant tout le terrain qu'elles avaient gagné. Mais, cela est comparable à la plupart des unités de l'Union à Antietam.
Après la bataille, l'armée confédérée se retire derrière le fleuve Potomac et en Virginie. Pendant la marche hésitante vers le sud contre Lee et son armée, le 7th Ohio Infantry campe à Loudoun Heights (en) et puis à Bolivar Heights près d'Harpers Ferry.

### Chancellorsville
Le 7th Ohio Infantry traverse la rivière Rapidan à Germanna Ford le 30 avril 1863, et avance vers Chancellorsville par la route de Germanna Plank et la route d'Orange Plank. Il prend position juste au sud de Chancellor house, avec le soutien d'une unité artillerie de l'Union que s'est installée juste à l'intersection en face de la maison. Le 1er mai 1863, avec le reste du XIIe corps, il se déplace vers l'est le long de la route de Plank. À proximité de la route de Catharpin, il rencontre les confédérés de « Stonewall » Jackson. Dans l'après-midi, il repousse une attaque des confédérées sur la route de Plank.
Pendant la fameuse marche de flanc de Jackson le 2 mai 1863, le 7th Ohio tient ses positions près de Chancellor house et ne prend pas part à l'action. Les confédérés renouvellent leur attaque le lendemain matin, et le 7th Ohio se retrouve pris dans sous un tir croisé des confédérés du major général Lafayette McLaws, qui l'attaquent en provenance de l'est, et les hommes de Jackson attaquant de l'ouest. Le feu convergeant des batteries d'artillerie contribuent aux pertes du régiment de Buckeye. À 10 heures du matin, Hooker décide de retraiter. La brigade de Candy se retire au travers du 7th Ohio, qui, avec plusieurs autres régiments, aident à couvrir la retraite. Une fois que le reste de l'armée a reflué, le 7th Ohio se joint vers la retraite, passant par Chancellorsville, nettoyant et retraitant sur un point sur United States Ford Road à environ 3,2 kilomètres (2 miles) en nord du champ de bataille. Il retourne sur le front plus tard dans l'après-midi, occupant un point près de la pointe de la ligne finale de Hooker. Ce soir-là, Hooker remanie sa ligne, plaçant le XXe corps sur son flanc gauche, près du fleuve Rappahannock. Le 7th Ohio est parmi les derniers régiments à retraiter, traversant le fleuve juste avant le levé du jour le 6 mai 1863.

### Gettysburg

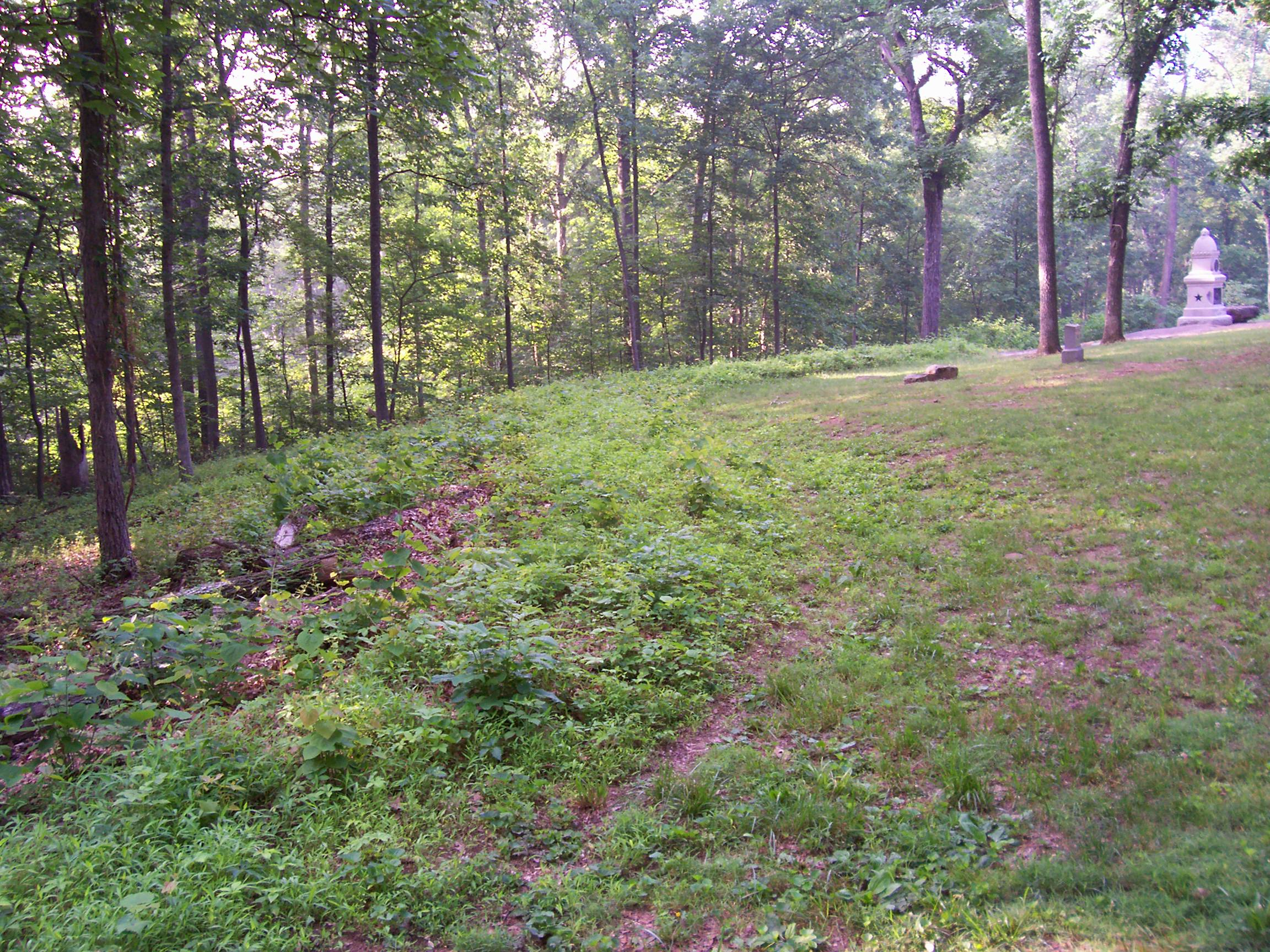
Position du 7th Ohio à Culp's Hill le 3 juillet 1863

Le 7th Ohio arrive dans les champs près de Gettysburg en fin d'après-midi le 1er juillet 1863. Il campe dans la zone de Little Round Top pour la nuit. Le 2 juillet 1863, il est envoyé sur Culp's Hill et aide à construire des parapets avec le reste de la division. Plus tard dans la journée, la division est envoyée à l'extrémité sud du champ de bataille pour soutenir la gauche de l'Union. Ils finissent par se perdre le long de Baltimore Pike et n'atteignent pas la zone souhaitée. Cette nuit là, ils retournent à Culp's Hill.
Le 3 juillet 1863, à 6 heures du matin, le 7th Ohio, est choisi pour relever le 60th New York à la gauche de la ligne de Greene. C'est la première fois que le régiment combat derrière des parapets. Sherman R. Norris de la compagnie D constate que la formation rebelle devant le front du 7th Ohio « se disperse sous nos volées, et après avoir été brisée, beaucoup d'ennemis trouvent refuge derrière les arbres et les rochers ». À 8 heures du matin, le 60th New York échange une nouvelle fois sa place avec le 7th Ohio. Les hommes de l'Ohio de Creighton sont de retour derrière les parapets à 9 heures 45, relevant un régiment à la gauche du 29th Ohio. C'est lorsque le major général confédéré Edward Johnson lance son dernier assaut à Culp's Hill. Parmi les confédérés qui attaquent se trouvent cinq régiments de la célèbre Stonewall Brigade. Après une tentative pour emporter le centre droit de la ligne de Greene, quelques rebelles se retrouvent bloqués sur le flanc de la colline.
Vers 11 heures du matin, Creighton remarque un drapeau blanc agité derrière les rochers devant les retranchements du 7th Ohio. Il crie à ses hommes de stopper le tir. Les Buckeyes observe alors un officier à cheval en gris au pied de la colline. Il éperonne son cheval et s’élance en avant et espérant arrêter toute tentative de reddition. À la mi-chemin de la pente, il est accueilli par une volée de balles. Le cavalier et le cheval tombent sur le sol, morts. L'officier se trouve être le commandant Benjamin W. Leigh, chef d'état-major de Johnson. Après cela, 78 soldats confédérés se rendent au 7th Ohio, beaucoup d'entre eux appartenant au 4th Virginia Infantry. Le lendemain matin, le caporal John Pollock de la compagnie H grimpe par-dessus les ouvrages et prend les couleurs, froissées, du 4th Virginia, l'un des trois drapeaux de combat capturés par la division de Geary à Culp's Hill.

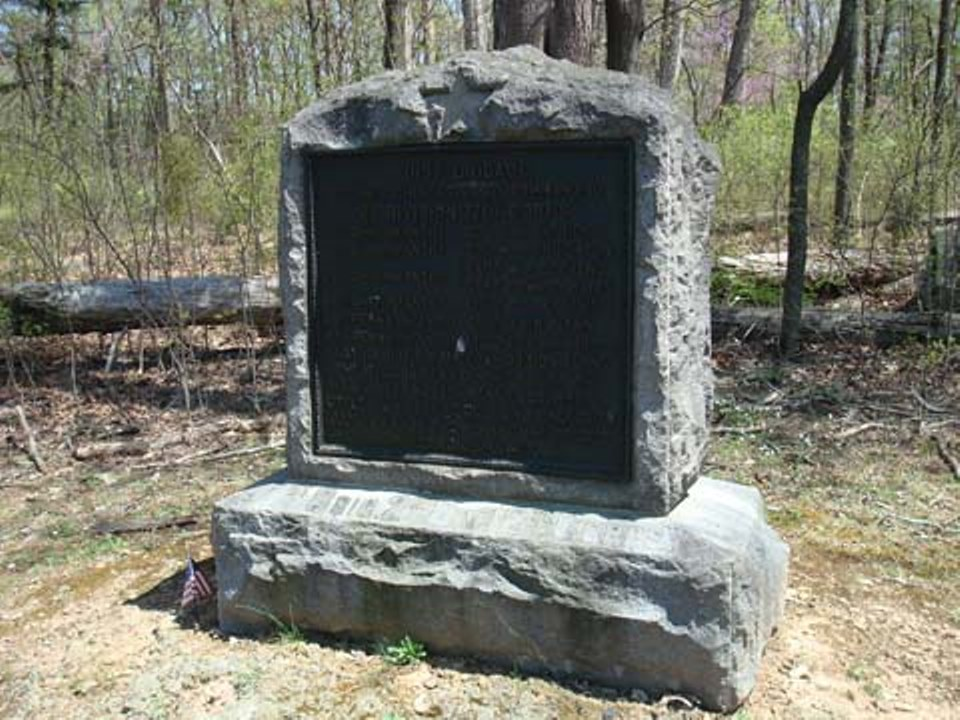
Marqueur de la brigade de Candy à laquelle le 7th OVI faisait partie

Gettysburg est la dernière bataille où le 7th Ohio combat au sein de l'armée du Potomac. Après avoir poursuivi l'armée de Virginie du Nord vers la Virginie, les 11th et 12th corps sont transférés à l'ouest en tant que renforts pour soutenir l'armée de l'Union du Cumberland assiégée à Chattanooga, Tennessee. Ils sont placés sous le commandement de Joseph Hooker.

### Chattanooga

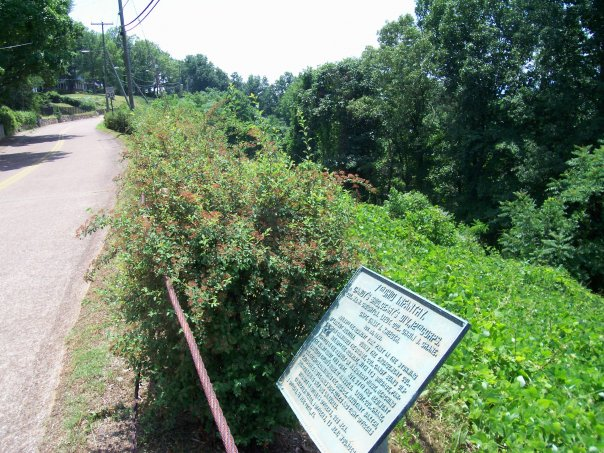
Aperçu de la zone dans laquelle le régiment a atteint le sommet du Missionary Ridge, durant la bataille (la plaquette commémorative du régiment est visible au premier plan de cette photo).

Le 24 novembre 1863, le 7th Ohio part avec la division de Geary de Wauhatchie tôt dans la matinée, traversent Lookout Creek vers 9 heures 30 du matin et forme la gauche de la ligne de Geary quand celle-ci se met en formation pour avancer vers la pente du nord de Lookout Mountain. La brigade irlandaise est sur la droite à environ 38 mètres (50 pas) devant eux et au quart non protégé par les gués, par lesquels la brigade de Grose de la division de Cruft rejoint le gauche de la ligne. Dans l'attaque générale, ils poussent vers la maison Cravens et poursuivent l'action sur une ligne jusque dans l'après-midi, et participent alors aux escarmouches difficiles de la nuit.
Le lendemain, ils poursuivent les confédérés vers Rossville Gap sur Missionary Ridge. Ils capturent beaucoup d'hommes et de canons sans perdre un seul homme dans le régiment. Le 27 novembre 1863, avec le général Hooker, le 7th Ohio charge sur plusieurs collines que les confédérés tiennent appelées Taylor's Ridge lors de la bataille de Ringgold. Au cours de la bataille, le 7th Ohio perd son colonel, William R. Creighton, ainsi que beaucoup d'officiers et d'hommes de troupes. C'est l'expérience la plus difficile du 7th Ohio pendant toute la guerre.
Après la conclusion de la campagne et la levée du siège, le 7th Ohio installe ses quartiers d'hiver à Chattanooga.

### Campagne d'Atlanta
Le 7th Ohio se joint à la campagne contre Atlanta le 1er mai 1864. En premier, il participe à des combats à Rocky Face Ridge du 8 mai au 11 mai 1864. Il participe ensuite à la bataille de Resaca les 14 et 15 mai 1864. Après, il combat à Cassville le 19 mai 1864 et participe à une reconnaissance à Pumpkin Vine Creek le 25 mai 1864. Plus tard dans la journée, il participe à la bataille de Dallas et aux combats à New Hope Church. Finalement, le 5 juin 1864, il combat à Allatoona Hills. Avant que les forces de Sherman entrent dans Atlanta, le 7th Ohio est retiré du front parce que la période de trois années d'engagement arrive à son terme.

### Dissolution
Le 11 juillet 1864, lorsque la période d'engagement du régiment expire, les hommes qui souhaitent continuer à servir dans l'armée sont transférés dans le 5th Ohio (en), tandis que les autres quittent le front pour leur retrait du service actif. Le 7th OVI est dissout à Cleveland les 6 et 7 juillet 1864.

## Commémoration
Le 4 mai 1885, l'assemblée générale de l'Ohio signe un acte « pour affecter de l'argent pour acheter du terrain sur lequel un monument sera érigé en mémoire des soldats de l'Ohio morts sur le champ de bataille de Gettysburg ». L'acte alloue 5 000 dollars pour accomplir cet objectif sous la direction de la commission du mémorial du champ de bataille. Pour s'assurer que cet acte soit accompli dans les meilleures conditions, une rencontre des soldats de l'Ohio survivant s'est tenu dans le capitole de l'État le 4 juillet 1885. Lors de ce meeting, on s'accorde sur le fait qu'un comité accompagnera l'adjudant général à Gettysburg, et l'assistera pour la localisation des lieux où les troupes de l'Ohio ont combattu.

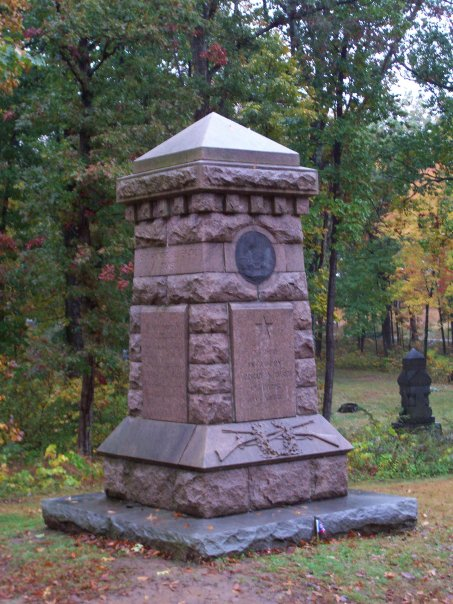
Le monument tel qu'il apparaît actuellement.

Après avoir inspecté le champ de bataille, le comité décide que 2 000 dollars seront appropriés pour chacun des régiments de l'Ohio, batterie ou autre organisation qui ont pris part à la bataille. Cette somme est réservée pour le placement adéquat des monuments et des tablettes, pour garder les sols et les mémoriaux en bon état. Les 15 et 16 juillet 1886, après une inspection minutieuse et un examen des positions occupées par les unités de l'Ohio pendant la bataille, il est décidé que chacune des unités aura un monument attitré. Aucun se sera semblable à un autre, et chacun coûtera 1 500 dollars. Le 14 septembre 1887, ils sont formellement inaugurés et remis à la commission du champ de bataille de Gettysburg pour qu'ils soient protégés et entretenus.
Le monument du 7th Ohio est situé près de Gettysburg, Pennsylvanie dans le comté d'Adams. C'est une simple structure de pierre située à l'intersection de Slocum Avenue et de Williams Avenue, sur la droite lorsque l'on remonte vers le nord sur Slocum Avenue. Il se trouve sur la « selle » entre bas et le haut de la crête de Culp’s Hill dans le parc militaire national de Gettysburg. Dédié le 14 septembre 1887, il marque le lieu occupé par le régiment les 2 et 3 juillet 1863. Il se tient à la verticale avec des surfaces essentiellement dégrossis et un sommet en pointe. Il y a une pierre polie gravée sur chacun de ses côtés. Sur deux faces, vers le haut, se trouvent le sceau de l'État et des bas-reliefs de l'unité. Un bas-relief de fusils croisés avec une couronne au centre se trouve sur la surface inférieure inclinée vers l'avant. L'insigne étoilée du corps apparaît au sommet sur le front de la tablette. Il est construit par la Smith Granite Company (en).
(Devant)
- 7th Ohio Infantry
- 1st Brigade 2d Division
- 12th Corps - 1, 2 , 3 juillet 1863

(Gauche)
- Dulce et Decorum est Pro Patria Mori - Le 7th Ohio Infantry, arrivé près de Little Round Top le soir du 1er juillet au 2 juillet, tient ses positions sur Culp's Hill du matin jusqu'à 18 heures où il se met en mouvement avec la brigade pour soutenir la gauche. Il retourne à minuit à Culp's Hill et y reste jusqu'à la fin de la bataille.

(Arrière)
- 7th Ohio Infantry - Enrôlé pour trois mois le 30 avril 1861, enrôlé pour 3 ans le 21 juin 1861, dissout en juin 1864

(Droite)
- L'Ohio honore ses fils courageux
- 7th Ohio Infantry - Il sert dans les armées nationales lors des campagnes de Virginie, d'Antietam et de Gettysburg. Il est transféré en septembre 1863 dans l'armée du Cumberland et sert avec elle jusqu'en juin 1864.

Aujourd'hui, les traditions et les honneurs du 7th Ohio sont gardées par le 145th Armored Regiment (en), Ohio National Guard (en).